# Île MacCarthy
L’île MacCarthy ou île Janjanbureh est une île fluviale sur le fleuve Gambie, en Gambie. Située à environ 270 km à l'est de son embouchure, elle est une attraction touristique et aussi le site de la plus grande prison de Gambie. Sa principale localité est Janjanbureh. 

## Histoire
Elle a été nommée en l'honneur du gouverneur de la Sierra Leone Charles Mac Carthy.